# Masaoka Shiki

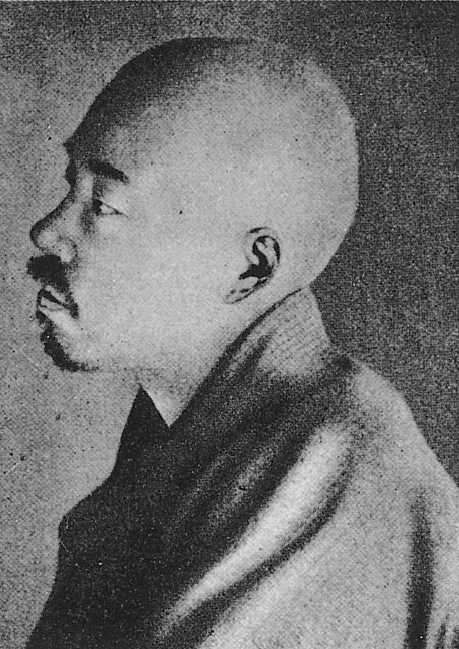
Masaoka Shiki (um 1900)

Masaoka Shiki (jap. 正岡 子規; * 14. Oktober 1867 im Landkreis Onsen, Provinz Iyo (heute: Matsuyama, Präfektur Ehime); † 19. September 1902 in Tōkyō) war ein japanischer Dichter, Schriftsteller, Literaturkritiker und Essayist der Meiji-Zeit. Sein wirklicher Name lautete Masaoka Tsunenori (正岡 常規). In seiner Kindheit wurde er Tokoronosuke (處之助) und später Noboru (升) genannt.
Masaoka betätigte sich in zahlreichen literarischen Disziplinen und übte großen Einfluss auf die moderne japanische Literatur aus. Er ist der Begründer der modernen Haiku- und Tanka-Dichtung und wird neben Buson, Issa und Bashō zu den vier großen Haiku-Meistern gezählt. Er gründete die Haiku-Zeitschrift Hototogisu und bereitete den Weg vor für die spätere Tanka-Zeitschrift Araragi.
In den letzten sieben Jahren seines Lebens litt er an Tuberkulose und verstarb bereits im Alter von 34 Jahren.
Sein Todestag wird im Japanischen auch Hechimaki (糸瓜忌, dt. „Schwammkürbis-Trauertag“) genannt, nach dem kurz vor seinem Tode entstandenen Sterbegedicht:

「糸瓜咲て　痰のつまりし　佛かな.」

„Hechima sakite//tan no tsumarishi//hotoke kana.“

„Der Schwammkürbis blüht, und ich werde zu Buddha, dem der Auswurf den Atem nahm.“

Ein anderer Name für den Todestag ist Dassaiki (獺祭忌), nach einem der Künstlernamen Shikis.

## Leben

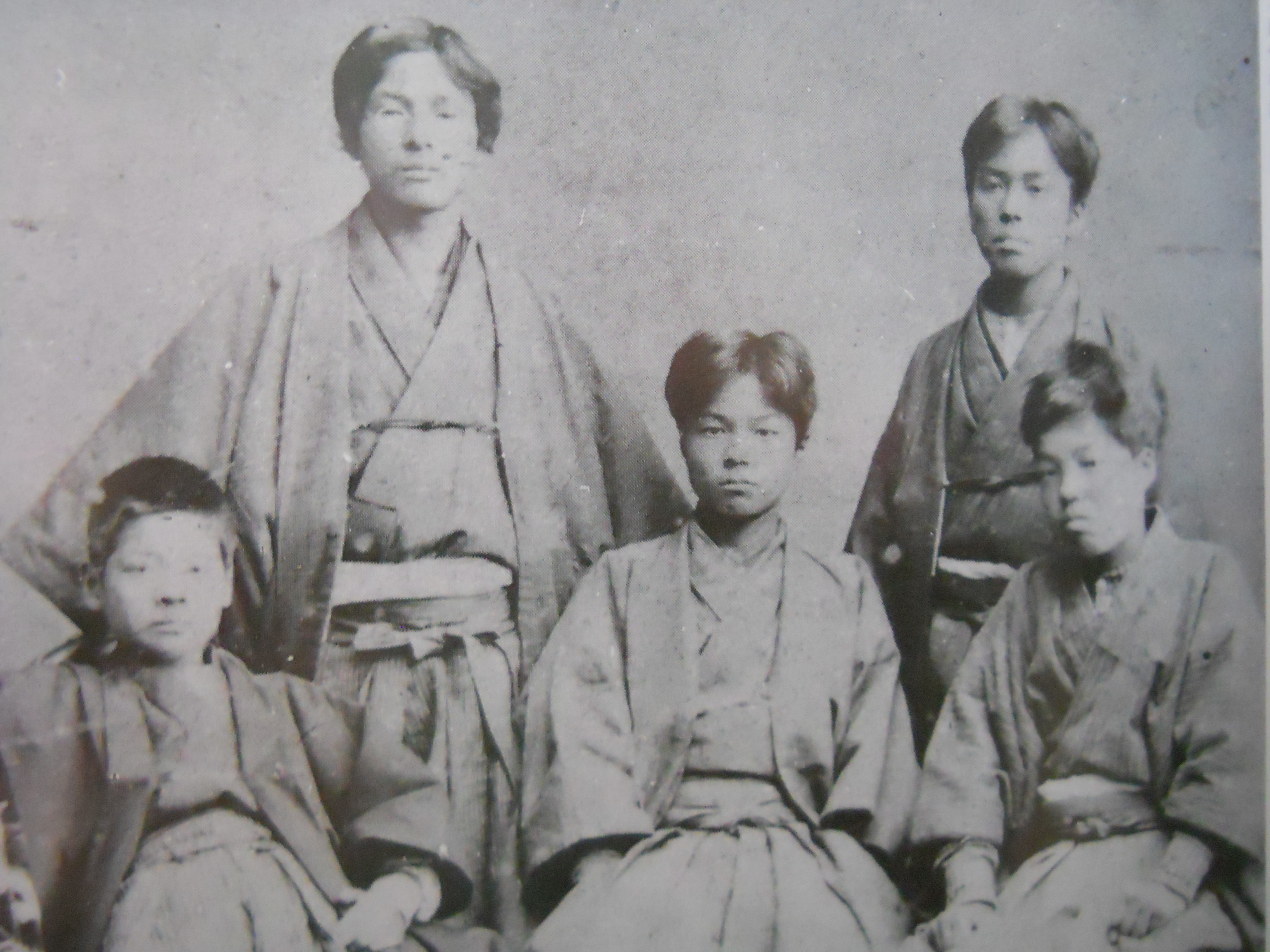
Masaoka Shiki (vorne Mitte), 1883

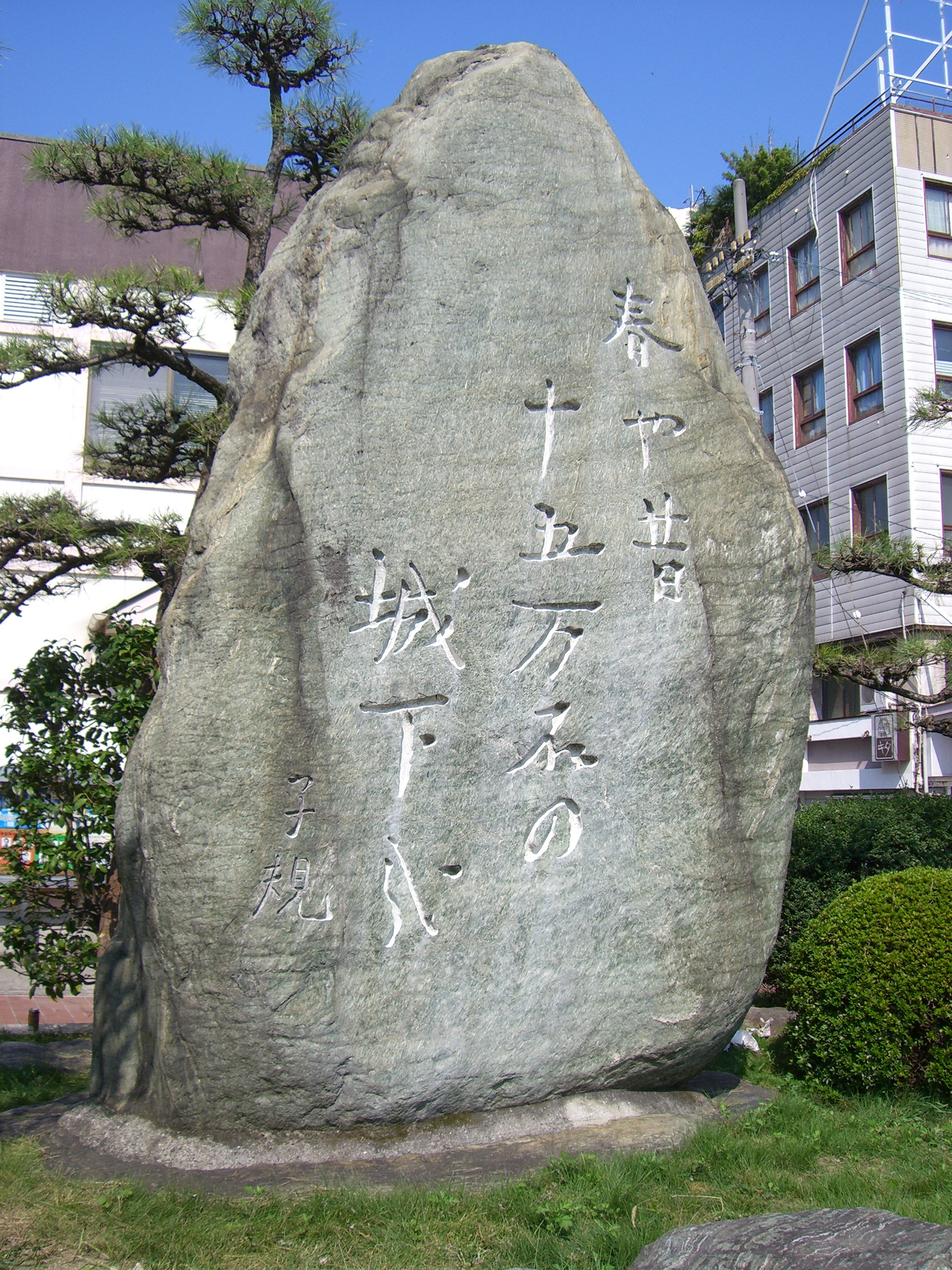
Steinmonument mit einem seiner Gedichte vor dem Hauptbahnhof seiner Heimatstadt Matsuyama

Masaoka Shiki wurde am 14. Oktober 1867 in der Landkreis Onsen (heutiges Matsuyama) in der Provinz Iyo als erster Sohn Masaoka Tsunenao (正岡 常尚), eines Lehensmanns des Matsuyama-hans, und Masaoka Yaes (正岡 八重) geboren. Die Mutter, Yae, war die älteste Tochter Ōhara Kanzans (大原 観山), eines konfuzianischen Gelehrten des Hans. Der Vater, Tsunenao, verstarb im April 1872, als Masaoka Shiki vier Jahre alt war. Im darauffolgenden Jahr, 1873, besuchte dieser die Privatschule seines Großvaters, Ōhara Kanzans, der ihn die (japanische) Lesart klassischer chinesischer Texte lehrte, und die nach dem Muster einer alten Tempelschule organisierte Suehiro-Schule. Im Januar des Jahres 1875 wurde er auf die damalige Katsuyama-Schule (die heutige Banchō-Grundschule in Matsuyama) versetzt.
Im April verstarb auch der Großvater Ōhara Kanzan, woraufhin er in den klassischen chinesischen Schriften weiter von Tsuchiya Kyūmei (土屋 久明) unterwiesen wurde. 1878 verfasste er sein erstes chinesisches Gedicht und erhielt von Kyūmei Korrektur. Die Katsuyama-Schule absolvierte er im Dezember 1879 und besuchte ab März 1880 die Matsuyama-Mittelschule (heute: Matsuyama-Tōkō-Oberschule). Im Mai 1883 brach er die Mittelschule jedoch ab, in dem Vorhaben, in Tōkyō die Prüfung zum Eintritt in die Vorbereitungsschule der Universität abzulegen. Im Oktober bereitete er sich an der Suda- und an der Kyōritsu-Schule für eine Prüfung in Englisch vor und besuchte ab September 1884 die Daigaku-yobimon-Schule (大学予備門, Daigaku-yobimon), die Vorbereitungsschule der Universität Tōkyō, die während dieser Zeit in die Erste Mittel- und Oberschule (第一高等中学校, Dai-ichi kōtō chūgakkō) umgewandelt wurde. Zu seinen Mitschülern zählten Natsume Sōseki, Yamada Bimyō, Ozaki Kōyō und Teraishi Masaji. Zu dieser Zeit begann er, Haiku zu schreiben. Im Juli 1888 beendete er den Vorbereitungskurs der Ersten Mittel- und Oberschule und begann mit der regulären schulischen Ausbildung. Im Mai 1889 hatte er den Bluthusten und verwendete daraufhin zum ersten Mal den Künstlernamen Shiki, ein chinesisch geprägtes Wort für den „Gackelkuckuck“, von dem gesagt wird, er singe, bis er Blut ausspeit.
Im Juli 1890 beendete er die Erste Mittel- und Oberschule und schrieb sich an der philosophischen Fakultät der Universität Tōkyō ein, wechselte bald darauf, im Januar 1891, jedoch zur Japanologie und wies dort Kawahigashi Hekigotō und Takahama Kyoshi in die Haiku-Dichtung ein. 1892 veröffentlichte er Dassai-Shooku-Haiwa (獺祭書屋俳話) und setzte sich für die Erneuerung des Haiku als eigenständige Literaturform ein. Im Oktober desselben Jahres brach er das Studium jedoch ab und begann, für die Nippon-Shimbun-Zeitung zu arbeiten.
1894 zog er in die Gemeinde Kaminegishi (上根岸町, -chō) im damaligen Tōkyōter Stadtbezirk Shitaya (下谷区, -ku), heute ein Teil des Bezirkes Taitō. Seine dortige Wohnstatt nannte er Shikian (子規庵, dt. „Shiki-Hütte“).
Im Ersten Japanisch-Chinesischen Krieg war er ab April 1895 als Korrespondent für das japanische Militär in Lüshun tätig. Während der Heimfahrt bekam er erneut den Bluthusten und musste behandelt werden.
Sein Haiku-Stil wurde anerkannt, und im Oktober gab er Haikai-taiyō (俳諧大要, „Das Wichtigste über den Haiku“) heraus. Im Januar 1897 gründete er in Matsuyama die Zeitschrift Hototogisu, was ebenfalls, wie sein Pseudonym, „Gackelkuckuck“ bedeutet. In diesem Jahr trat zu seiner Lungenkrankheit eine tuberkulöse Erkrankung der Wirbelsäule hinzu.
Im April 1897 veröffentlichte er Haijin Buson (俳人蕪村, „Der Haiku-Dichter Buson“). Im Februar 1898 folgte als Werk Utayomi ni atauru sho (歌よみに与ふる書, „Dichtern gewidmete Schrift“), vermittels der er begann, sich einer Neugestaltung der Waka zu widmen. Im März rief er in seinem Hause die sogenannte Negishi-Tanka-Gemeinschaft zusammen. Er befürwortete auch die Naturbeschreibung, in der als literarischer Gattung 1899 er selbst tätig wurde und so auch das Feld der Prosaliteratur betrat. 1900 veranstaltete er einen Vorlesekreis zum Man’yōshū und wurde von Nagatsuka Takashi und Itō Sachio besucht. Im Januar 1901 veröffentlichte er Bokujū-itteki (墨汁一滴, „Ein Tropfen Tusche“) und im September Gyōga-manroku (仰臥漫録, etwa: „Die Skizzen eines Liegenden“). 1902 verfasste er, bereits im kritischen Endstadium seiner Erkrankung, Byōshō-rokushaku (病牀六尺, „Die sechs Fuß des Krankenlagers“). Am 19. September dieses Jahres verstarb Masaoka Shiki schließlich.

## Pseudonyme
Der eigentliche Name lautete Masaoka Tsunenori (正岡 常規). Shiki ist das geläufigste der Pseudonyme. Doch auch zahllose andere Pseudonyme sind belegt. Takizawa Bakin zählt 35, einschließlich der postumen Namen. Tatsächlich gab es weitaus mehr. Shiki selbst führt in seinem Werk Fudemakase (筆まかせ, etwa: „Ich übergebe es dem Schreibpinsel“) mehr als hundert auf.
In seiner Kindheit wurde Shiki zunächst Tokoronosuke (處之助) genannt. Als er mit etwa fünf Jahren ins schulfähige Alter kam, gab ihm sein Großvater, Ōhara Kanzan, den kürzeren Namen Noboru (升), damit andere Kinder ihn nicht ob des Namens hänselten. Seine Mutter und seine Freunde nannten ihn daraufhin liebevoll Nobo-san (のぼさん). In seiner Grabinschrift sind die Namen Tokoronosuke, Noboru, Shiki, Dassai-shooku-shujin und Take no Satobito verzeichnet.
Der Name Dassai-shooku-shujin (獺祭書屋主人, „Herr des Otterfest-Schreibzimmers“) geht darauf zurück, dass Shiki sein eigenes Zimmer als Dassai-shooku (wörtlich: „Otterfest-Schreibzimmer“) bezeichnete, nach der Naturerscheinung, dass der Fischotter gefangene Fische nicht sofort verzehrt, sondern am Flussufer oder auf einem Felsen nebeneinanderlegt. Im alten China sah man darin eine Parallele zu Opfergaben, die auf einem (religiösen) Fest dargebracht wurden, und sprach darum von einem „Otterfest“. Später entstand daraus eine Redensart, die angewandt wurde, wenn in einer Dichterstube zur Arbeit Bücher bereitgelegt wurden. Dieses Pseudonym ist der Grund, weswegen der Todestag Shikis, der 19. September, auch als Dassaiki („Dassai-Trauertag“, „Trauertag des Otters“) bezeichnet wird.
Der Name Take no Satobito (竹ノ里人, „Der Bambusdorfbewohner“) geht darauf zurück, dass der Ort, an dem Shiki in Tōkyō lebte, sich Kuretake no negishi no sato (呉竹の根岸の里) nannte.
Den Namen Shiki (子規, „Gackelkuckuck“) verwendete er ab 1889, dem Jahr, als er zum ersten Mal den Bluthusten hatte. Der Zusammenhang besteht in der Vorstellung, dass der Gackelkuckuck, wenn dieser, seine rote Zunge zeigend, mit hoher Stimme singt, gleichsam aussehe, wie wenn er „Blut ausspeie“. Doch auch die Tatsache, dass das erste von Shiki selbst in Kambun verfasste Gedicht den Titel Hototogisu o kiku (聞子規) trug, wobei hototogisu und shiki zwei Lesungen für dasselbe Wort sind, mag mit der Wahl des Pseudonyms zusammenhängen.
Im Alter von 22 Jahren nimmt Shiki als Haiku-Dichter den Namen Sōseki an, zu derselben Zeit, als auch Natsume Sōseki, der eigentlich Kinnosuke hieß, diesen Namen wählte. Der Name wurde Sōseki dann von Shiki überlassen. In Fudemakase schreibt Shiki: „Sōseki ist nun das Pseudonym meines Freundes geworden.“

## Baseball
Shiki war ein begeisterter Baseball-Spieler, als diese Sportart neu nach Japan eingeführt wurde, und blieb dabei, bis er im Jahre 1889 infolge des Bluthustens gezwungen war, aufzuhören. Bis dahin spielte er auf der Position des Catchers. Da der Name, den er in seiner Kindheit hatte, Noboru lautete, wählte er selbst für sich das Pseudonym Nobōru (野球), was seine Freude an dem Sport zum Ausdruck brachte. (Bōru ist eine japanisierte Form des englischen Wortes für „Ball“, no ist das japanische Wort für „Feld“, was daran erinnert, dass Baseball auf einem Feld gespielt wird. Die Schriftzeichen, mit denen Shiki sein Pseudonym darstellte, wurden später von Chūman Kanae als japanisches Übersetzungswort für das englische „Baseball“ verwendet, allerdings mit der völlig anderen Lesung yakyū, was heute das übliche japanische Wort für „Baseball“ ist. Gleichwohl war Shiki derjenige, der die Schriftzeichen zuerst verwendete und auch für viele andere mit dem Sport in Verbindung stehende Wörter japanische Begriffe prägte.) Shiki schrieb fernerhin Gedichte, die Baseball zum Gegenstand hatten, und trug so literarisch zur Verbreitung des Sportes, der heute sehr beliebt in Japan ist, bei. In Anerkennung des Genannten wurde Shiki 2002 in die japanische Baseball Hall of Fame aufgenommen.

## In der Populärkultur
Masaoka Shiki ist einer der Protagonisten in Shiba Ryōtarōs von 1968 bis 1972 in acht Bänden veröffentlichtem Roman Saka no Ue no Kumo. In der auf Basis des Buchs entstandenen gleichnamigen Fernsehserie (2009–2011) übernahm der Schauspieler Teruyuki Kagawa seine Rolle.

## Werke in deutscher Übersetzung
- Masaoka Shiki: Ausgewählte Haiku. In: der Übersetzung von Thomas Hemstege. 270 Haiku. Norderstedt: edition das haiku bei BoD. 2022, ISBN 978-3-7568-5866-8.
- Deskriptive Prosa (敍事文, Jojibun, 1900), übersetzt von Asa-Bettina Wuthenow, in: Hefte für Ostasiatische Literatur, Nr. 47, November 2009, S. 95–107, iudicium Verlag, München 2009, ISBN 978-3-89129-986-9.
- Post Mortem (死後, Shigo, 1901), übersetzt von Otto Putz, in: Hefte für Ostasiatische Literatur, Nr. 8, März 1989, S. 87–97, iudicium Verlag, München 1989, ISBN 3-89129-331-3.
- Der Morgen des 14. September (九月十四日の朝, Kugatsu jūyokka no asa, 1902), übersetzt von André Böke, in: Hefte für Ostasiatische Literatur, Nr. 71, November 2021, S. 30–34, iudicium Verlag, München 2021, ISBN 978-3-86205-703-0.
- Ich werde gehen. Zweisprachige Ausgabe: Japanisch/Deutsch. Deutsche Bearbeitung: Fumie Miyata; Illustrationen und Cover: Ando Ueno. Calambac Verlag, Saarbrücken 2018, ISBN 978-3-943117-01-1.